# Dionysio
Dionysio Álvaro dos Santos – piłkarz brazylijski znany jako Dionysio lub Dionysio dos Santos, bramkarz.
Jako piłkarz klubu Ypiranga São Paulo wziął udział w turnieju Copa América 1919, gdzie Brazylia zdobyła mistrzostwo Ameryki Południowej. Dionysio nie zagrał w żadnym meczu, gdyż podstawowym bramkarzem Brazylii był Marcos.
Dionysio tylko raz w swojej karierze wystąpił w reprezentacji Brazylii - było to 1 czerwca 1919 roku w zremisowanym 3:3 meczu z Argentyną, do którego doszło w ramach Copa Roberto Chery 1919.